# Saint-Laurent-d'Aigouze
Saint-Laurent-d'Aigouze is een gemeente in het Franse departement Gard (regio Occitanie). De plaats maakt deel uit van het arrondissement Nîmes. Saint-Laurent-d'Aigouze telde op 1 januari 2022 3.651 inwoners.

## Geografie
De oppervlakte van Saint-Laurent-d'Aigouze bedroeg op 1 januari 2022 89,81 vierkante kilometer; de bevolkingsdichtheid was toen 40,7 inwoners per km².

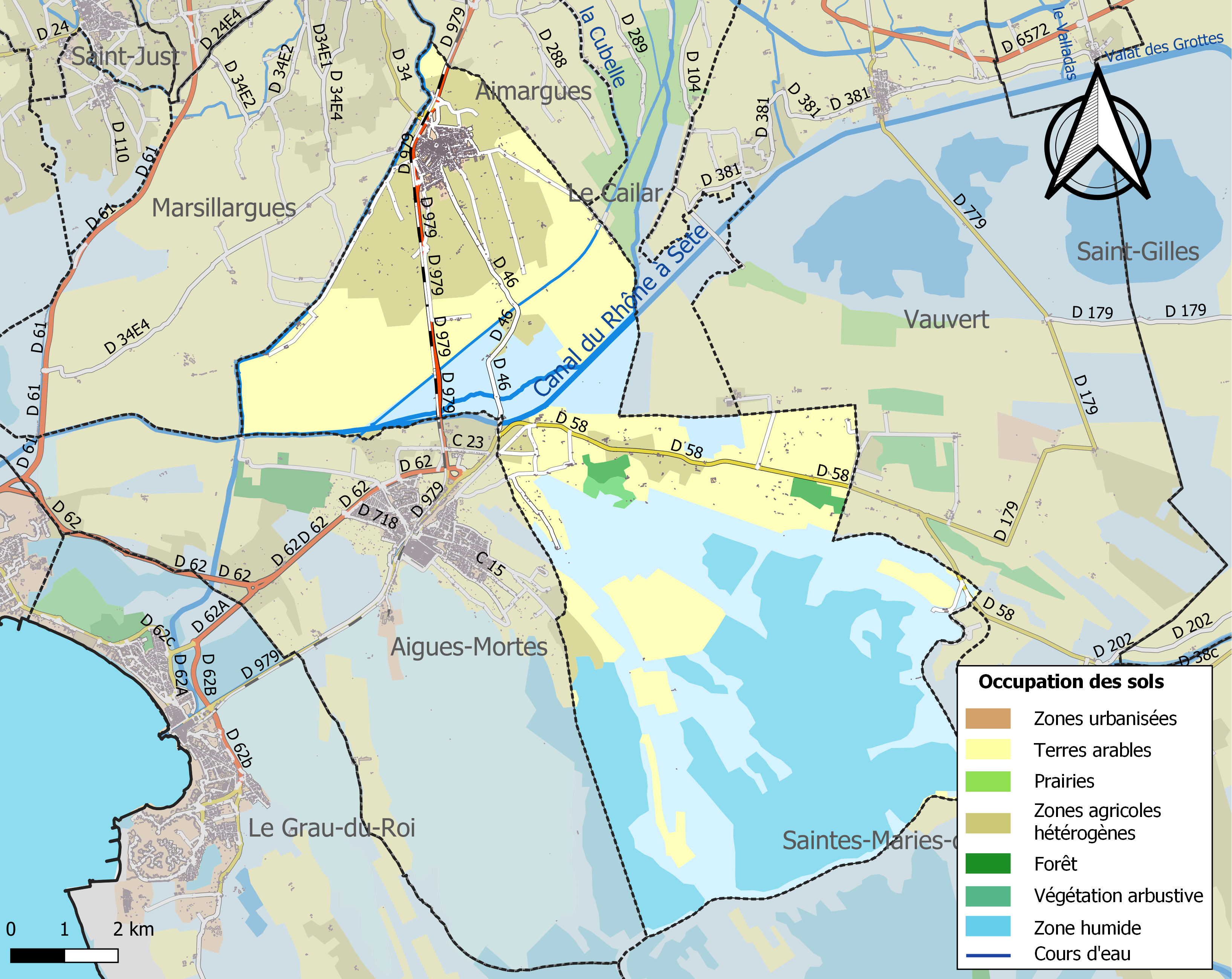
Kaart van de gemeente met belangrijkste infrastructuur, bodemgebruik en omliggende gemeenten

## Verkeer
In de gemeente ligt de spoorweghalte Saint-Laurent-d'Aigouze.

## Demografie
Onderstaande figuur toont het verloop van het inwonertal (bron: INSEE-tellingen).

## Afbeeldingen

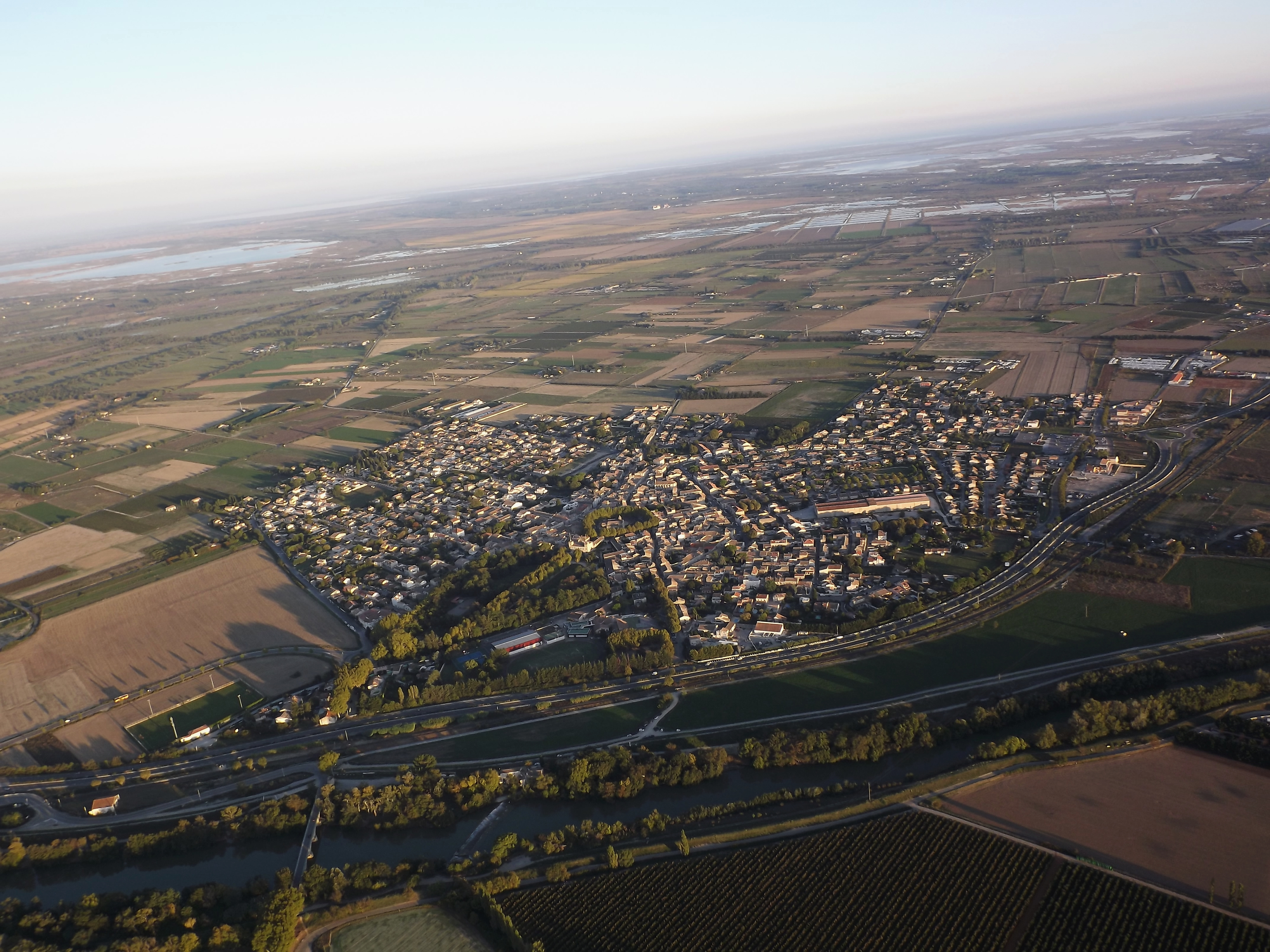
Gezicht op Saint-Laurent-d'Aigouze
Tour Carbonnière